# Closer Records
 (mai 2016).
Closer Records est un label indépendant français de rock.
Fondé en 1983 au Havre par Philippe Debris, propriétaire du magasin de disque Closer, pour sortir le deuxième album des Barracudas à la recherche d'une maison de disques, le label continuera de sortir des disques jusqu'au début des années 1990.
Alternant disques de groupes havrais (Fixed-up, Marc Minelli), nationaux (Thugs, DumDum Boys) et sortie en France de groupe étrangers (Sunnyboys, Beasts of Bourbon, Too Tough to Die des Ramones en 1984), Le label maintient une trajectoire rock.

## Catalogue par artiste
album, année, référence catalogue

### 1983
- The Barracudas, Mean Time, (CL 0001)
- Bad Brains, Legends From The End Of Time, (CL 0002)
- Dream Syndicate, The Dream Syndicate, (CL 0003)
- Marc Minelli, Stranded In The City, (CL 0004)
- Bruce Joyner And The Plantations, Way Down South, (CLCD 05)
- The Dickies, Stukas Over Disneyland, (CL 0008)
- The Nomads, Where The Wolf Bane Blooms, (CL 0013)
- Richard Barone & James Mastro, Nuts And Bolts, (CL 0014)
- Sunnyboys, Individuals, (CLCD 97)

### 1984
- The Barracudas, Endeavour To Persevere, (CL 0009)
- The Only Ones, Remains, (CL 0012)
- Paul Collins' Beat, To Beat Or Not To Beat, (CL 0016)
- Fixed Up, Fixed Up, (CL 0019)
- The Nomads, Temptation Pays Double, (CL 0020)
- Bruce Joyner And The Plantations, Slave Of Emotion, (CL 0024)
- The Ramones, Too Tough to Die, (CL 0027)

### 1985
- The Beasts of Bourbon, The Axeman's Jazz, (CL 0033)
- The Sleep, Win Or Loose, (CL 0035)
- Sunnyboys, Days Are Gone, (CL 0036)
- The Batmen, The Batmen, (CL 0043)
- Civilisation Machine, Into The Juice, (CL 0044)
- Fixed Up, On Your Line, (CL 0047)

### 1986
- Les Thugs, Radical Histery, (CL 0068)
- Fixed Up, Vital Hours, (CL 0069)
- Kid Pharaon & The Lonely Ones, Love Bikes, (CD 0076)
- Les Thugs, Electric Trouble, (CL 0078)

### 1988
- Kid Pharaon & The Lonely Ones, Hands, (CLCD86)
- Shredded Ermines, Lonely Journey (CL 0087 & CLCD 87)
- DumDum Boys, Nothing Means Nothing, (CL 0094)
- Les Shtauss,  No Feeling ( CL 0095)

### 1989
- The Chasmbrats, Just For You, (CL 0099)

### 1990
- La Bande à La Close, Ah! Mon dieu... (CL 0100)
- Shredded Ermines, Fall Souls (CLCD 101)

### 2013 à aujourd'hui
- BBC Get Closer! (LP+CD)
- The Barracudas Mean Time (réédition en picture disc)
- Hope Storms The Market LP ou CD
- Fixed Up Fixed Up (réédition 1er LP) (LP ou CD)
- The Sonic Invaders Modern Tales (EP)
- Mystery Machine Electric Primitive LP vinyle rouge (réédition du 1er CD autoproduit)
- Bruce Joyner and Atomic Clock The Devil is beating his wife (LP ou CD)
- Romanée Counteez 99 and a half (7")
- Radiocity Shakers Carrying out this act of glory (LP+CD)
- Whodunit Welcome to... (LP ou CD)
- The Fab Mods The girl next door (LP ou CD)
- The New Christs Incantations (LP ou CD)
- Eyes on you Volume 2 (Compilation double LP ou dble CD avec bonus)
- The Curse World Domination (LP ou CD)
- Primevals Tales of endless bliss (LP+CD)
- Mystery Machine Sunset Fatal Songs (LP+CD)
- Asphalt Tuaregs Sexes (LP+CD)
- Peter Zaremba's Rock Delegation / Rob Sweeney's Crummy Stuff (Split maxi EP)
- The Dark Rags Paranoïa Blues (LP+CD)
- The Plastic Invaders Who's number one ? (LP+CD)
- DumDum Boys Nothing means nothing + Real cool trash (LP+CD avec nombreux bonus)
- Guttercats Beautiful Curse (LP+CD)
- Three Headed Dog Howling at the sun (LP+CD)
- Cantharide A Bridge to build (LP+CD)
- The Last Killers Dangerous (LP+CD)
- The Trap Is Set! (LP+CD)
- Indian Ghost Lost far gone (LP+CD)

+ à venir LP's de Bratchman, Skin A Buck, Tio Manuel etc ....